# جون ديريك
جون ديريك (بالإنجليزية: John Derek)‏ مواليد 12 أغسطس 1926 في هوليوود، كاليفورنيا، الولايات المتحدة - الوفاة 22 مايو 1998 في سانتا ماريا، الولايات المتحدة، هو ممثل ومخرج ومنتج وكاتب سيناريو أمريكي بدأ مسيرته الفنية سنة 1943. امتدت مسيرته الفنية لأكثر من 47 عاما.
ولد ديريك باسم ديريك ديليڤان هاريس في هوليوود، كاليفورنيا، كان ابن المخرج والممثل لاوسون هاريس والممثلة دولوريس جونسون.

## الأعمال
- الوصايا العشر
- منذ أن رحلت
- حياة مزدوجة
- كل رجال الملك
- إكسدس

## روابط خارجية
- جون ديريك على موقع IMDb (الإنجليزية)
- جون ديريك على موقع روتن توميتوز (الإنجليزية)
- جون ديريك على موقع ألو سيني (الفرنسية)
- جون ديريك على موقع أول موفي (الإنجليزية)
- جون ديريك على موقع قاعدة بيانات الأفلام السويدية (السويدية)
- جون ديريك على موقع إن إن دي بي (الإنجليزية)
- جون ديريك على موقع ديسكوغز (الإنجليزية)
- جون ديريك على موقع قاعدة بيانات الفيلم (الإنجليزية)
- جون ديريك على موقع كينوبويسك (الروسية)